# Episodi di Love, Victor (seconda stagione)
La seconda stagione della serie televisiva Love, Victor, composta da 10 episodi, è stata interamente pubblicata sul servizio di streaming on demand Hulu l'11 giugno 2021.
In Italia, la stagione è stata pubblicata sul servizio di streaming on demand Disney+ dal 18 giugno al 20 agosto 2021.
| n° | Titolo originale       | Titolo italiano            | Pubblicazione USA | Pubblicazione Italia |
| -- | ---------------------- | -------------------------- | ----------------- | -------------------- |
| 1  | Perfect Summer Bubble  | La perfetta bolla estiva   | 11 giugno 2021    | 18 giugno 2021       |
| 2  | Day One, Take Two      | Giorno uno, Take two       | 11 giugno 2021    | 25 giugno 2021       |
| 3  | There's No Gay in Team | Non ci sono gay in squadra | 11 giugno 2021    | 2 luglio 2021        |
| 4  | The Sex Cabin          | La baita del sesso         | 11 giugno 2021    | 9 luglio 2021        |
| 5  | Gay Gay                | Gay, gay                   | 11 giugno 2021    | 16 luglio 2021       |
| 6  | Sincerely, Rahim       | Cordialmente, Rahim        | 11 giugno 2021    | 23 luglio 2021       |
| 7  | Table for Four         | Tavolo per quattro         | 11 giugno 2021    | 30 luglio 2021       |
| 8  | The Morning After      | La mattina dopo            | 11 giugno 2021    | 6 agosto 2021        |
| 9  | Victor's Day Off       | Il giorno libero di Victor | 11 giugno 2021    | 13 agosto 2021       |
| 10 | Close Your Eyes        | Chiudi gli occhi           | 11 giugno 2021    | 20 agosto 2021       |

## La perfetta bolla estiva
- Titolo originale: Perfect Summer Bubble
- Diretto da: Jason Ensler
- Scritto da: Isaac Aptaker e Elizabeth Berger

### Trama
Dopo che Victor fa coming out con la sua famiglia, Pilar lo accetta immediatamente anche se i loro genitori non fanno lo stesso. Alla fine delle vacanze estive, Isabel sta ancora lottando per accettare la sua sessualità. Armando, che è diventato sempre più favorevole all'identità di Victor, vive in una nuova casa dopo la separazione da Isabel. Quando Victor invita Benji ei suoi amici a cena, Isabel butta via il piatto da lei precedentemente cucinato nel tentativo di evitare di passare del tempo con Victor e Benji e alla fine finge di indigestione per assicurarsi un'uscita anticipata. Mia torna dal suo lavoro come consulente del campo e si sente isolata dai suoi amici. Victor e i suoi amici si dirigono verso il lago Lanier dove condivide un momento con Benji, rendendosi conto che possono contare l'uno sull'altro anche quando le cose si fanno difficili. Suo padre dice a Isabel che non hanno altra scelta che accettare Victor per quello che è. La madre di Felix, Dawn, soffre di una grave depressione che le ha portato a perdere il lavoro e ha messo lei e Felix a rischio di sfratto. Victor, frustrato dal modo in cui Isabel non ha riconosciuto la sua relazione con Benji, le dice di riferirsi al ragazzo come al suo fidanzato d'ora in poi.
- Guest star: Betsy Brandt (Dawn Westen), Ava Capri (Lucy), Mekhi Phifer (Harold Brooks) e Sophia Bush (Veronica).

## Giorno uno, Take two
- Titolo originale: Day One, Take Two
- Diretto da: Alex Hardcastle
- Scritto da: Brian Tanen

### Trama
Victor è entusiasta di fare coming out il primo giorno del suo anno da junior, ma Isabel gli fa dubitare di sé. Quando i compagni di squadra di Victor gli chiedono se sta ancora uscendo con Mia, va nel panico e dice che si sono lasciati, il che si trasforma in una serie di voci secondo cui Mia avrebbe tradito Victor. Quando alcuni ragazzi fanno vergognare Mia a scuola: la ragazza, emotivamente ferita, rinfaccia Victor di averla tradita e lo fa mettere in punizione. Nel frattempo, Felix cerca di trovare il modo di raccogliere fondi per evitare che la sua famiglia venga sfrattata. Confida i suoi problemi a Pilar, che gli dà spontaneamente tutti i suoi risparmi per aiutarlo. A casa, Armando e Isabel parlano con Victor, e Victor si scaglia contro Isabel per la sua mancanza di supporto, dicendo che una madre non dovrebbe mai allontanare il figlio dalla propria identità, sessuale in questo caso. Armando suggerisce che dovrebbero iniziare ad andare alle riunioni del PFLAG (un'unione di supporto tra più genitori con figli gay), ma Isabel rifiuta. Dopo aver parlato con Benji, che dice di poter mantenere segreta la loro relazione a scuola per tutto il tempo necessario, Victor scagiona pubblicamente Mia da ogni colpa prima di uscire ufficialmente allo scoperto, sotto i suoi occhi ancora indispettiti, ma allo stesso tempo orgogliosi. Lui e Benji camminano lungo il corridoio e condividono il loro primo bacio appassionato in pubblico.
- Guest star: Anthony Keyvan (Rahim), Ava Capri (Lucy), Daniel Croix (Tyler), Jack Kehler (padrone di casa) e Mekhi Phifer (Harold Brooks).

## Non ci sono gay in squadra
- Titolo originale: There's No Gay in Team
- Diretto da: Alex Hardcastle
- Scritto da: JC Lee

### Trama
Qualcuno della squadra di basket si lamenta con l'allenatore Ford di non sentirsi a proprio agio con Victor negli spogliatoi con loro. L'uomo allora cerca di trovare un compromesso offrendo a Victor il suo spazio privato negli spogliatoi, il che non fa altro che sentire Victor ancora più sgradito dalla sua stessa squadra, che azzarda a fare battute palesemente omofobe. Mia intanto inizia a frequentare una matricola del college di nome Tyler, che la invita a una festa del college dopo aver mentito sull'età della ragazza. Armando partecipa al suo primo incontro PFLAG, guidato dal padre di Simon, Jack. I due si incontrano poi in un bar, dove Jack dà consigli ad Armando su come supportare Victor senza farlo sentire giudicare. Felix inizia un trambusto secondario facendo i compiti di altre persone per contanti nel tentativo di ripagare Pilar e aiutare sua madre. Lake lo scopre e rinuncia ad andare alla festa del college con Mia per aiutarlo a fare i compiti. Aiuta anche Felix a ripagare Pilar. Mia si ubriaca alla festa, dove Derek (l'ex fidanzato di Benji) la vede e chiama Victor e Benji per andare a prenderla. Victor e Mia parlano della loro rottura e decidono di restare comunque buoni amici. Stanco dell'omofobia della squadra e deluso da Andrew per non essersi fatto avanti come Capitano per aiutarlo, Victor lascia il basket.
- Guest star: Andy Richter (Coach Ford), Lukas Gage (Derek), Daniel Croix (Tyler), Ava Capri (Lucy) e Abigail Killmeier (Wendy).

## La baita del sesso
- Titolo originale: The Sex Cabin
- Diretto da: Jason Ensler
- Scritto da: Jillian Moreno e Alex Freund

### Trama
Non riuscendo a trovare un po' di privacy per avere un po' di intimità con il ragazzo, Benji invita Victor, ma anche Felix e Lake, nella stessa imbarazzante situazione, nella baita sul lago della sua famiglia, dove Victor e Felix hanno entrambi intenzione di perdere la verginità. Victor è terrorizzato, poiché non sa nulla del sesso gay, e cerca rapidamente di contattare Simon, ma scopre che nella baita non c'è alcun segnale. Felix teme che Lake non lo trovi attraente quando continua a schivare le opportunità per farli stare da soli insieme. Intanto Andrew e la sua nuova ragazza Lucy si uniscono agli altri nella capanna; anche Mia e Tyler cercano di venire solo che, nello sterrato, una gomma si buca e costringe la macchina a fermarsi; poi, però, tanca di stare lì, Mia prosegue il tragitto per la capanna a piedi. Armando e Isabel trascorrono il sabato cercando di trovare la tartaruga da compagnia di Adrian, il che li porta a dormire insieme. Felix, dopo un incidente mentre tentava di rasarsi il pube per renderlo più attraente, alla fine si confessa a Lake, che rivela di aver avuto problemi fisici per tutta la vita e teme che Felix non la trovi attraente: i due allora, senza più paure, si tuffano nudi nel lago prima di fare sesso sul molo. Invece Victor dice a Benji che ha paura di fare sesso, ma Benji lo tranquillizza e lo coccola, per poi addormentarsi insieme. La mattina dopo, dopo un messaggio di Simon che gli dice che solo lui e Benji sono e devono essere gli unici responsabili delle loro vite sessuali e che lui non vuole invadere la loro privacy, Victor dice a Benji che lo ama, ricambiato, prima di iniziare a fare sesso per la prima volta.
- Guest star: Kevin Rahm (Signor Campbell), Beth Littleford (Sarah), Daniel Croix (Tyler) e Ava Capri (Lucy).

## Gay, gay
- Titolo originale: Gay Gay
- Diretto da: Kristin Windell
- Scritto da: Marcos Luevanos

### Trama
Victor si sente perso alla Creekwood dopo aver lasciato la squadra di basket, ma si rifiuta di tornare anche se Andrew lo implora di ripensarci. Isabel continua a schivare i tentativi di Armando di farla partecipare alle riunioni del PFLAG. Va in chiesa per parlare con padre Lawrence, che le dice che ha bisogno di riportare Victor verso Dio. Armando invece le ripete di accettare la sessualità di Victor, o non si riconcilieranno mai. Felix invita Lake a cena con sua madre, ma il pasto va storto quando Dawn ha un episodio maniacale, che Felix fa poi promettere a Lake di non dirlo a nessuno. Victor va al concerto della band di Benji, ma si sente ancora più insicuro di sé quando i compagni scherzano sulla sua realtà. Più tardi, Andrew gioca a basket uno contro uno con Victor. Victor rivela di essere stanco di dover giustificare la sua sessualità con tutti. Andrew e la squadra si tingono i capelli di rosa per scusarsi, convincendo Victor a rientrare nella squadra. Benji si scusa anche per i suoi amici partecipando a un ballo di gruppo per la squadra. Infine, dopo che Lucy rompe con Andrew, lui realizza i suoi sentimenti per Mia e la bacia.
- Guest star: Betsy Brandt (Dawn Westen), Leslie Grossman (Georgina Meriwether), Andy Richter (Coach Ford), Julie Benz (Shelby), Ava Capri (Lucy), Sean O'Bryan (padre Lawrence) e Ben J. Pierce (Mylo).

## Cordialmente, Rahim
- Titolo originale: Sincerely, Rahim
- Diretto da: Sarah Boyd
- Scritto da: Michelle Lirtzman

### Trama
- Guest star: Betsy Brandt (Dawn Westen), Leslie Grossman (Georgina Meriwether), Anthony Keyvan (Rahim), Sean O'Bryan (padre Lawrence), Mekhi Phifer (Harold Brooks) e Sophia Bush (Veronica).

## Tavolo per quattro
- Titolo originale: Table for Four
- Diretto da: Satya Bhabha
- Scritto da: Jeremy Roth

### Trama
- Guest star: Julie Benz (Shelby), Anthony Keyvan (Rahim), Kevin Rahm (Signor Campbell) e Embeth Davidtz (Margaret Campbell).

## La mattina dopo
- Titolo originale: The Morning After
- Diretto da: Natalia Leite
- Scritto da: Sarah LaBrie

### Trama
- Guest star: Anthony Keyvan (Rahim), Sean O'Bryan (padre Lawrence) e Mekhi Phifer (Harold Brooks).

## Il giorno libero di Victor
- Titolo originale: Victor's Day Off
- Diretto da: Kevin Rodney Sullivan
- Scritto da: Brian Tanen

### Trama
- Guest star: Anthony Keyvan (Rahim), Julie Benz (Shelby) e Nicholas Hamilton (Charlie).

## Chiudi gli occhi
- Titolo originale: Close Your Eyes
- Diretto da: Jason Ensler
- Scritto da: Isaac Aptaker e Elizabeth Berger

### Trama
- Guest star: Betsy Brandt (Dawn Westen), Julie Benz (Shelby), Anthony Keyvan (Rahim), Ava Capri (Lucy), Mekhi Phifer (Harold Brooks) e Sophia Bush (Veronica).